# Anatolij Kinach
Anatolij Kyrylovyč Kinach (in ucraino Анатолій Кирилович Кінах; Brătușeni, 4 agosto 1954) è un politico ucraino.
Dal 29 maggio 2001 al 21 novembre 2002 ha ricoperto la carica di Primo ministro; il 21 marzo 2007 è entrato a far parte del governo Janukovyč II in qualità di ministro dell'economia, mantenendo l'incarico fino al 18 dicembre successivo.
Nel 2000 ha fondato il Partito degli Industriali e degli Imprenditori d'Ucraina (Партія промисловців i підприємців України); la formazione ha concorso alle parlamentari del 2006 all'interno dell'alleanza filo-russa «Per l'Ucraina Unita», mentre alle parlamentari del 2006 ha aderito alla coalizione filo-occidentale «Blocco Ucraina Nostra».